# Montanhas Príncipe Charles
Montanhas Príncipe Charles são um grupo de montanhas na Terra de Mac. Robertson, na Antártida. O seu nome foi dado pelo Antarctic Names Committee of Australia em homenagem ao Príncipe Charles, em 1959.